# First Lego League
FIRST LEGO League (FLL) és una competició internacional organitzada per FIRST per a estudiants de primària i secundària (edats 9-14 en els Estats Units, Canadà i Europa, 9-16).
Cada any a l'agost, FIRST LEGO League presenta un desafiament al món científic i en el món real perquè els equips se centrin en la investigació. La part robòtica de la competició consisteix en el disseny i programació de robots LEGO Mindstorms per a completar les tasques. Els estudiants porten a terme solucions als diversos problemes que se'ls dona i després es reuneixen per als tornejos regionals per compartir els seus coneixements, comparar idees i mostrar els seus robots.

## Participants
Els participants a FLL:
- Dissenyen, construeixen, proven i programen robots utilitzant la tecnologia LEGO® MINDSTORMS®.
- Investiguen i resolen els mateixos desafiaments que els científics d'avui.
- Apliquen conceptes de matemàtiques i ciències en la vida real.
- Desenvolupen les habilitats i competències del segle xxi com el treball en equip, la resolució de problemes i la comunicació.
- Hi participen i es diverteixen en tornejos i celebracions en format esportiu.

## FLL JR.
FIRST LEGO League Junior (FLL Jr.) és un repte internacional dirigit a joves de 6 a 9 anys centrat en la promoció de la ciència i la tecnologia.
És un programa pràctic dissenyat per captar la curiositat dels més petits i dirigir-la cap al descobriment de les possibilitats de millorar el món que els envolta.
Els participants en FLL Jr.:
- Dissenyen i construeixen les seves idees i solucions amb elements i motors LEGO.
- Investiguen i resolen els mateixos desafiaments que els científics d'avui fent servir la imaginació i el pensament crític.
- Apliquen conceptes de matemàtiques i ciències en la vida real.
- Desenvolupen les habilitats i competències del s.XXI com el treball en equip, la resolució de problemes i la comunicació.
- Comparteixen els seus aprenentatges juntament amb més equips en els esdeveniments FLL Jr.

## Competició
Al començament de la temporada de competició, First Lego League envia materials oficials a cada equip inscrit, que consisteix en una 'catifa de desafiament', peces de Lego, i les instruccions per a la construcció dels elements de l'estora. Els equips també reben una llista de tasques, anomenats 'missions', per completar la participació de cada model a l'estora (és a dir, tenint una peça solta d'un model i col·locant-dins d'un altre). FLL dona als equips la llibertat de com completar les missions, sempre que s'hagin completat per un robot LEGO Mindstorms programada sense ajuda externa. El robot té dos minuts i mig per completar les missions. Cada equip té una mitjana de 75 dies per analitzar el desafiament de l'estora, dissenyar i construir un robot LEGO Mindstorms, i programar-lo per complir les missions que de qualsevol manera considerin oportú. El robot ha de ser autònom, i pot contenir només un Mindstorms de Lego bloc programable i no més de 4 motors.
A més de la carrera de robot en viu, la competició té tres competicions addicionals .
1. Valors fonamentals. Aquest està dissenyat per detectar com l'equip treballa en conjunt i utilitza els valors fonamentals de FLL, que inclouen el treball en equip,cortesia professional i Coopertition (cooperació + competició). També es demana als equips per realitzar un exercici de treball en equip (en general temporitzada).
2. El disseny del robot, o la tècnica on l'equip explica com van dissenyar el seu robot i demostra els seus programes als jutges.[5]
3. Els estudiants han d'investigar un tema relacionat amb el desafiament actual i crear una solució innovadora. Els equips tenen 5 minuts per presentar les seves idees, i els jutges tenen altres 5 minuts per fer preguntes. Finalment, els estudiants han d'utilitzar els robots que van dissenyar i van construir per completar de forma autònoma una sèrie de missions a l'estora de desafiament.

## Taula de Rendiment

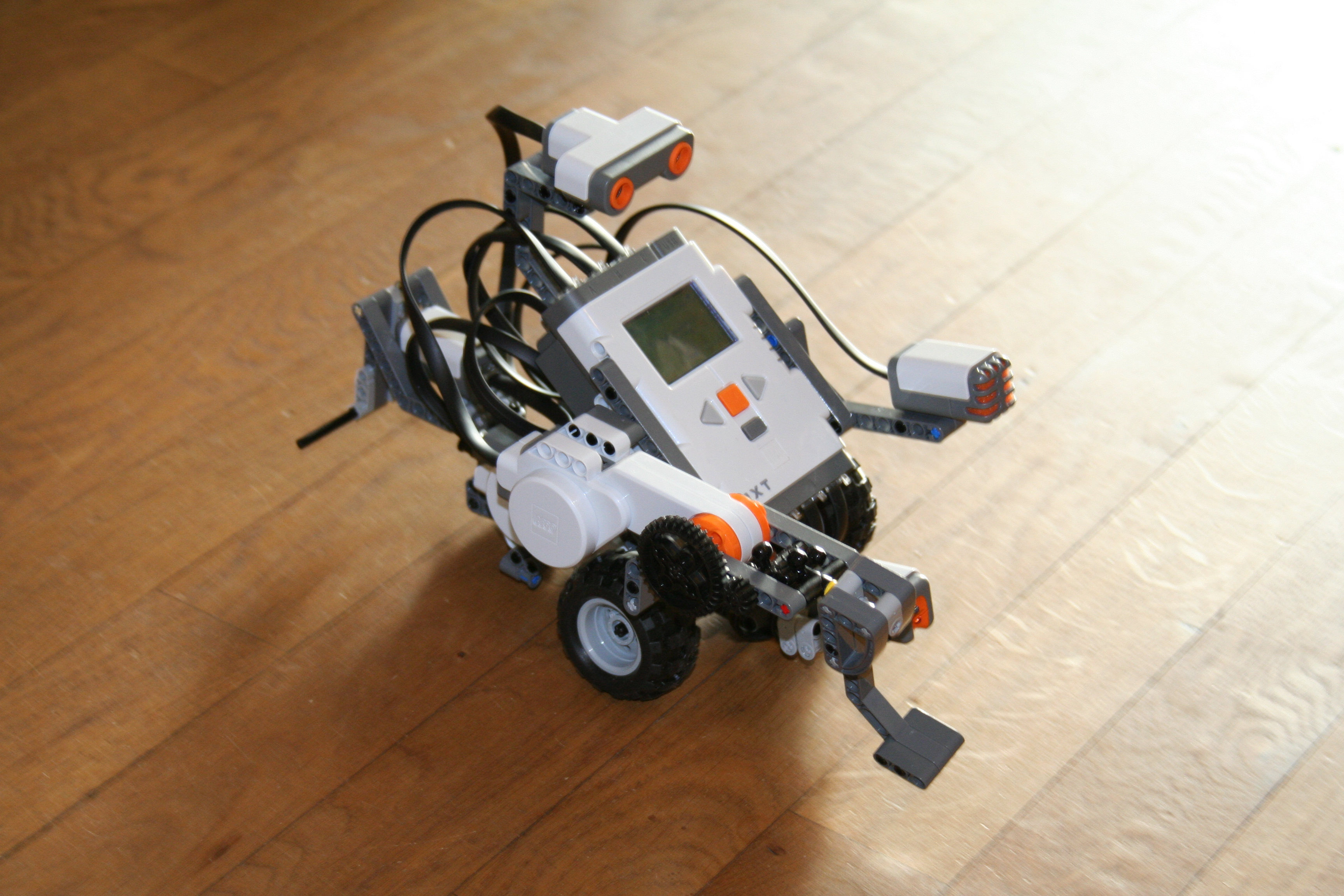
Robot construït amb un set NXT

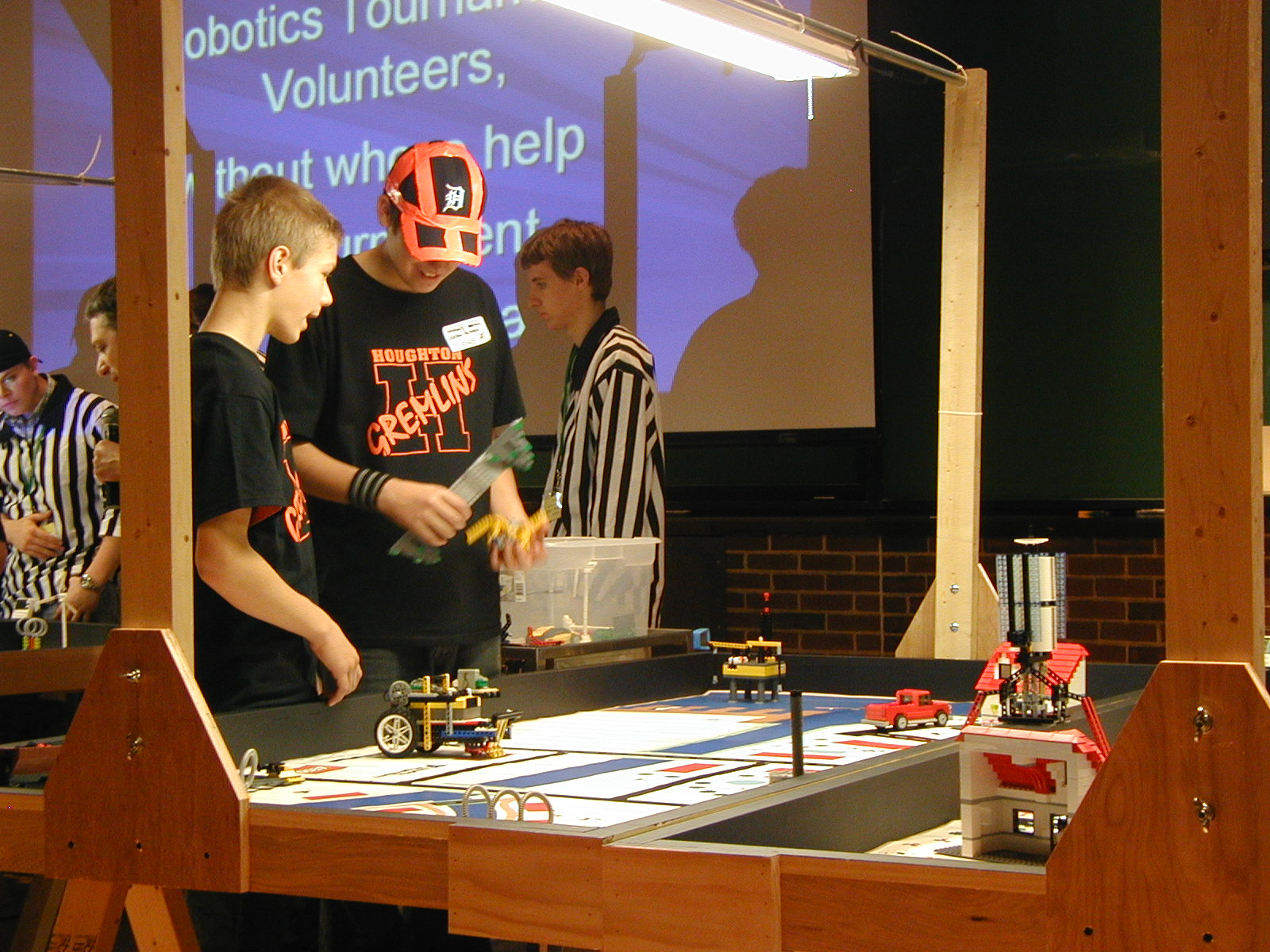
participants treballant en la taula de rendiment

Quan la competició oficial es reuneix, cada equip porta el seu robot per competir en una estora oficial amb desafiaments idèntics als seus. Dos membres de l'equip estan autoritzats a estar al costat del tauler durant un partit; No obstant això, poden canviar si cal. En el cas d'un problema greu, com tot el robot trencat, es permet a tot l'equip ajuntar-se per resoldre el problema mentre aquest persisteix. Els membres no se'ls permet portar els robots addicionals o articles de taula d'altres taules de pràctica a la junta durant la competició.
El robot comença en una àrea marcada com 'base', una àrea blanca a la cantonada o a un costat de la taula. A la base, dos membres de l'equip se'ls permet tocar el robot i l'inici del programa. Si l'equip toca el robot mentre s'està fora de la base (un 'rescat' o 'recuperar'), els objectes de penalització tàctils es retiren del joc. Aquests són els models de Lego estacionàries que se sumen a la puntuació final si es mantenen fins al final, proporcionant un incentiu per no rescatar el robot. El robot no està obligat a tornar a la base; alguns equips han completat totes les seves missions sense tornar al punt de partida durant el temps permès per completar les missions.
Els participants construeixen robots amb kits d'aquest tipus.
Equips FIRST LEGO League fan servir LEGO Mindstorms kits per construir els seus robots. Els robots es programen utilitzant un dels entorns de programació basats en blocs: el programari oficial EV3, el programari oficial NXT-G (ara obsolet), o Robolab. Tots aquests estan construïts al voltant de LabVIEW.

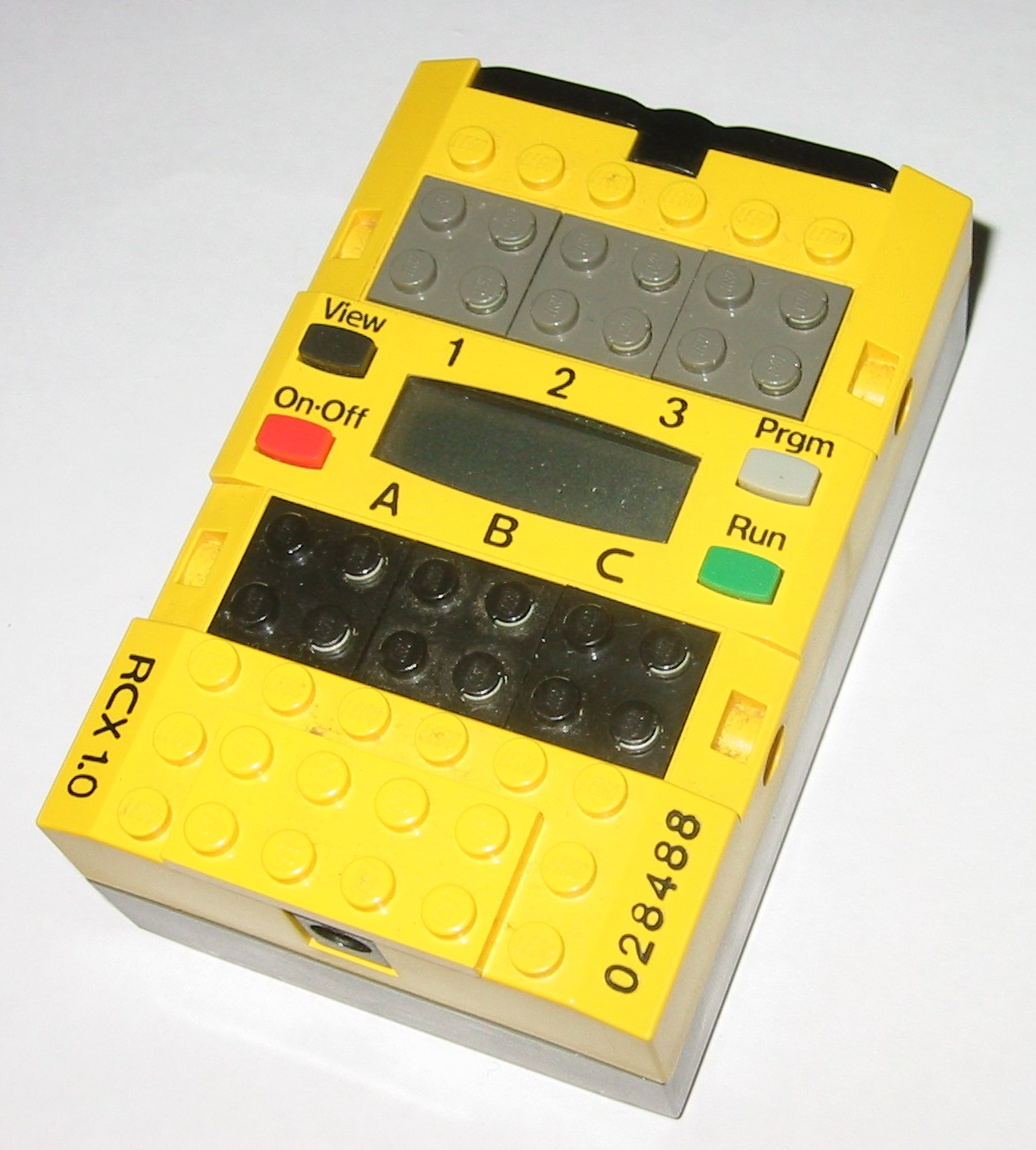
mando programable RCX

## Esdeveniments
Equips en diferents parts del món tenen diferents temps assignats per a completar la construcció del robot, a causa de la data variable de tornejos de classificació. Ells van a competir en els tornejos FLL, de manera similar a la primera competició de robòtica regionals. En la temporada 2006-07, prop de 90.000 estudiants en 8.846 equips de tot el món van competir.. La parella té un control complet sobre tots els tornejos oficials a la seva regió. La majoria dels socis tenen un sistema de dos nivells; equips viatgin per primera vegada a un torneig local, i equips seleccionats passen a estats.
El torneig regional de classificació més gran d'un sol dia és presentat per primera Robòtica Estat i Primer Estat FIRST LEGO League a Wilmington, Delaware. Tenint lloc cada mes de gener, aquest esdeveniment té FIRST LEGO League Jr. (FLL Jr.; Graus K-3), FIRST LEGO League (FLL; graus 4-8), FIRST Tech Challenge (FTC; graus 9-12), en primer lloc la competició Robotics (FRC; graus 9-12), i competicions de sumo robot sota el mateix sostre a la Universitat de Bob Carpenter Center de Delaware.
L'única competició organitzada pel FIRST és el Festival de primer món. Això no és tècnicament un nivell oficial de la competició perquè no tots els estats poden assistir (hi ha un sistema de loteria). El 2007, 96 equips van competir al Festival Mundial de la FLL a Atlanta, Geòrgia, 27-30 d'abril. La 2007-08 trencaclosques de l'energia Festival Mundial FLL i el 2008-09 FLL Festival Mundial sobre el Clima connexions es van dur a terme de nou al Georgia Dome i Geòrgia World Congress Center. A partir de la 2010-11, Festival Mundial FLL es va dur a terme al Edward Jones Dome i el centre dels Estats Units a St Louis.
A Catalunya, cada any participen més escoles i universitats en aquestes competicions, sobretot durant la secundària.

## Evolució recent
El kit de robòtica originals utilitzats per FLL va ser el kit Mindstorms RCX, que LEGO ja no ven al públic general. L'agost de 2006, LEGO va donar a conèixer un nou kit Mindstorms NXT trucada. El 2006 i 2007, els equips utilitzant el RCX podrien guanyar punts de bonificació equitat, basada en el fet que el RCX era menys avançats tecnològicament. No obstant això, el bo d'equitat es va suspendre per a la temporada 2008-09 perquè l'experiència del torneig va demostrar que els equips RCX eren competitius i no ho necessiten. En 2013, el kit de la sèrie NXT va ser substituïda per la sèrie EV3 i les bases del concurs s'actualitza per permetre tant EV3 i els robots basats en NXT per competir.
Comparativa entre els microcontroladors RCX, NXT i EV3.
|                             | RCX                                           | NXT                                         | EV3                                           |
| --------------------------- | --------------------------------------------- | ------------------------------------------- | --------------------------------------------- |
| Processador                 | Hitachi H8/300 @10-16 MHz 32 KB RAM 16 KB ROM | Atmel ARM7 @48 MHz 64 KB RAM 256 KB Flash   | TI Sitara ARM9 @300 MHz 64 MB RAM 16 MB Flash |
| Co-Processador              |                                               | Atmel 8-Bit AVR @8 MHz 512 B RAM 4 KB Flash |                                               |
| Memòria extra               |                                               | 512 B RAM 4 KB Flash                        | ranura microSDhasta 32 GB                     |
| Port                        | 3 per motors i 3 per sensors                  | 3 per motors i 4 per sensors                | 4 per motors i 4 per sensors                  |
| Comunicació amb el PC       | port IR                                       | USB 12 Mbps i Bluetooth v2.0                | USB 480 Mbps i Bluetooth v2.1                 |
| Comunicació per Wi-Fi       |                                               |                                             | Amb un adaptadorUSB                           |
| Comunicació amb smartphones |                                               | Android                                     | Android i iOS                                 |
| Pantalla                    | LCD monocrom. segmentada                      | LCD monocrom. 100x64 px                     | LCD monocrom. 178x128 px                      |
| Compatibilitat              |                                               | Motors del EV3                              | Sensors i motors del NXT                      |
| Altres                      |                                               |                                             | Autodetecció de dispositius connectats        |

## Premi Global d'Innovació
Els equips poden ser nominats per la seva regió per al Global Innovation Award, on podrien guanyar una subvenció per fer realitat la seva solució innovadora al problema del tema del repte anual. A partir de la temporada dels aliats dels animals, l'equip del primer classificat guanya 20.000 dòlars i dos finalistes més guanyen 5.000 dòlars cadascun. Els diners es poden utilitzar per promoure les idees de l'equip o per continuar en els programes FIRST. Els tres equips finalistes també reben un conjunt de robots LEGO Mindstorms Education EV3. Totes les presentacions són revisades per un jurat format per experts d'enginyeria i àmbits industrials, així com experts en el tema del repte d'aquest any. Els equips es jutgen per la identificació de problemes, la innovació, la implementació i l'ús efectiu dels principis STEM. De tots els equips nominats per cada regió de FIRST LEGO League Challenge, vint equips són seleccionats com a semifinalistes i se'ls convida a assistir a la celebració del Premi a la Innovació Global a San José (Califòrnia) (abans a Washington, D.C.). En aquest esdeveniment, el els equips es presenten a un jurat i s'anuncien el primer classificat i altres equips finalistes que han guanyat els premis en metàl·lic.

## Premis
Més d'un premi és donat en cada concurs regional i en l'internacional també. Són els següents:
Premis de Competicions Regionals:
- Premi Regional: S'avaluen tots els aspectes del concurs per donar-li al millor equip el pas al concurs internacional.
- Acompliment del Robot: Són avaluats la quantitat de punts obtinguts pel robot de cada equip.
- Treball de recerca: Es veu la millor investigació i la que implica una millor millora en el món.
- Premi de l'entrevista tècnica: S'avalua el disseny del robot i la qualitat de programació que és usada.
- Treball en equip: S'avalua l'organització i la forma de treball en conjunt de l'equip.
- Premi dels Jutges: Se li dona a l'equip que sigui considerat pels jutges que mereix guanyar un premi, ja que té un acompliment alt en cada un dels aspectes de la competència.

Premis del Concurs Internacional:
- Primer lloc mundial: S'avaluen tots els aspectes del concurs.
- Segon lloc mundial: S'avaluen tots els aspectes del concurs.
- Acompliment del Robot, Primer lloc: Són avaluats la quantitat de punts obtinguts pel robot de cada equip.
- Acompliment del Robot, Segon lloc: Són avaluats la quantitat de punts obtinguts pel robot de cada equip.
- Acompliment del Robot, Tercer lloc: Són avaluats la quantitat de punts obtinguts pel robot de cada equip.
- Disseny del Robot: El disseny més útil i millor usat en les proves del concurs.
- Programació: A la millor programació del robot.
- Disseny innovador: El disseny de Robot més nou.
- Qualitat de la Recerca: (sobreentès)
- Solució innovadora: La solució de la investigació més útil.
- Presentació creativa: La millor presentació i la més nova del projecte.
- Premi al millor equip novell: Se li és donat al millor equip nou en la competència.
- Treball en equip: S'avalua l'organització i la forma de treball en conjunt de l'equip.
- Esperit d'equip: l'equip que millor respecti els valors FIRST i que es vegi més enstusiasmado.
- Premi dels Jutges: Se li dona a l'equip que sigui considerat pels jutges que mereix guanyar un premi, ja que té un acompliment alt en cada un dels aspectes de la competència.
- Premi al Millor Voluntari: Al millor jutge de taula o ajudant del concurs.
- Premi al Millor Mentor: El millor guia que tinguin els equips.
- Premi al Millor Mentor Jove: El millor ajudant jove guia dels equips.

## Temes de competició
Des de l'any 1999 hi ha hagut diverses temàtiques a l'hora de realitzar el concurs. A continuació apareixen els temes amb el nom original donat que els països de parla castellana, no van participar fins a l'any 2004
- 1999 First Contact (primer contacte).
- 2000 Volcano Panic (Pànic volcànic).
- 2001 Arctic Impact (Impacte àrtic).
- 2002 City sights (Vistes de ciutat).
- 2003 Mission Mars (Missió Mart).
- 2004 Sense límits[16] - Es va tractar sobre les persones discapacitades.
- 2005 Odissea oceànica[17]- Sobre els problemes del mar.
- 2006 Nano Quest
- 2007 Power Puzzle
- 2008 Climate connections (connexions climàtiques)
- 2009 Smart Move (Moviment Intel·ligent)
- 2010 Body Forward (Cos endavant)
- 2011 Snack Attack - Alimentació Saludable
- 2012 Super Seniors (Solucions per a la gent gran)
- 2013 Disasters Blasters (La Fúria de la Natura)
- 2014 Think Tank
- 2015 Waste Wise (Viatge de les escombraries)
- 2016 Animal Allies (Aliats Animals)
- 2017 Hydro Dinamics
- 2018 Into Orbit
- 2019 City Shaper
- 2020 RePlay
- 2021 Cargo Connect
- 2022 Superpowered
- 2024 MasterPiece
- 2025 Submerged